# Jakov Cindro
Jakov Cindro (prononciation en croate : [jâkoʋ tsǐːndro]) était un noble dalmate qui fut le premier maire de Split, entre 1806 et 1809, lors de l'administration française de la ville. Il démissionne à la suite des conflits politiques.

## Source de la traduction
- (en) Cet article est partiellement ou en totalité issu de l’article de Wikipédia en anglais intitulé « Jakov Cindro » (voir la liste des auteurs).